# Петър Куцаров
Петър Илиев Куцаров е български художник и скулптор, преподавател в Художествената академия.

## Биография
Роден на 1 март 1921 г. в Украйна, където баща му е работил като самоук агроном-градинар. Семейството му преживява т.нар. „голодомор“ (геноцид, проведен от Сталин спрямо етническите украинци) през 1932 – 1933, когато от глад умират няколко милиона души.
През 1935 г. с родителите си се завръща в Царство България и се установява в Търговище.
С конкурс постъпва (1941) в Художествената академия по специалност „Скулптура“ в класа на проф. Иван Лазаров. През 1949 е асистент при основаването на Национална художествена галерия в София. През 1950 е поканен от проф. Любомир Далчев за асистент по скулптура в Художествената академия и става член на Съюза на българските художници. През 1975 с конкурс е избран за доцент в Художествената академия. Занимавал се е и с музейно дело, като е завеждал музейната сбирка при Художествената академия. След 28 години преподавателска дейност се пенсионира.
Петър Куцаров почива на 11 февруари 2015 г. в София, 2 седмици преди да навърши 94 г.

## Изложби
През 1987 г. организира самостоятелна изложба в Галерия „Шипка 6“, а през 2007 г. – втората си самостоятелна изложба в Галерия „Класика“. По покана на Украинското посолство в София част от изложбата на скулпторът Петър Куцаров, която бе до 17 декември в галерия „Класика“, се помещава до 30 януари 2008 в сградата на посолството на Украйна. През януари и април 2008 г. организира и самостоятелни изложби в гр. Ясу, префектура Шига (в близост до Киото), Япония.
От 6 до 25 март 2015 г. се организира негова изложба на Шипка № 6 (Съюза на българските художници).

## Творчество
Сред известните му творби са:
- паметникът на Никола Симов-Куруто (знаменосеца на Ботевата чета) в Търговище
- бюст в гр. Банско
- барелеф в гр. Благоевград
- релефът на кан Крум в Созопол и др.

Има портретни бюстове в Банско, Шумен, Търговище, Русе, Благоевград и др. Участвал е в колективни паметници във Варна, Велики Преслав, Шумен, Стражица, Стара Загора и др., както и в идейни проекти за юбилейни монети и керамични пана.
Творби на Петър Куцаров са притежание на Националната художествената галерия, Софийска градска художествена галерия, градските художествени галерии в Хасково, Търговище и Разград, както и на частни колекции в България, Канада и Япония.

## Семейство
Съпруг е на езиковедката проф. Снежина Гогова и има 2 деца. Брат е на художника Стефан Куцаров.